# Эже, Константин
Константин Жорж Ромен Эже (фр. Constantin Georges Romain Heger; 10 июля 1809 года — 6 мая 1896 года) — бельгийский учитель викторианской эпохи. Лучше всего известен по ассоциации с сестрами Бронте, Шарлоттой и Эмили, которые были его ученицами во время своего пребывания в Брюсселе в 1840-х годах.

## Юность
Эже родился в Брюсселе и в 1825 году в возрасте 16 лет переехал в Париж в поисках работы. Прослужив секретарём адвоката в течение нескольких лет и не имея финансовых возможностей заняться юриспруденцией самому, Эже был вынужден вернуться в Брюссель, где в 1829 году начал преподавать математику и французский в атенее. В 1830 году Эже женился на Марии-Жозефине Нуае. В ходе бельгийской революции сражался на баррикадах против голландского господства. В 1833 жена и ребёнок Эже скончались от холеры.
В 1836 году Эже в дополнение к работе в атенее начал преподавать математику, языки, географию и бельгийскую историю в ветеринарном институте. Незадолго до этого он познакомился с Клэр-Зоей Паран (фр. Claire Zoë Parent, 1804-1887), директором соседней с атенеем женской школы. В 1836 пара поженилась. У них родились шестеро детей.

## Сёстры Бронте

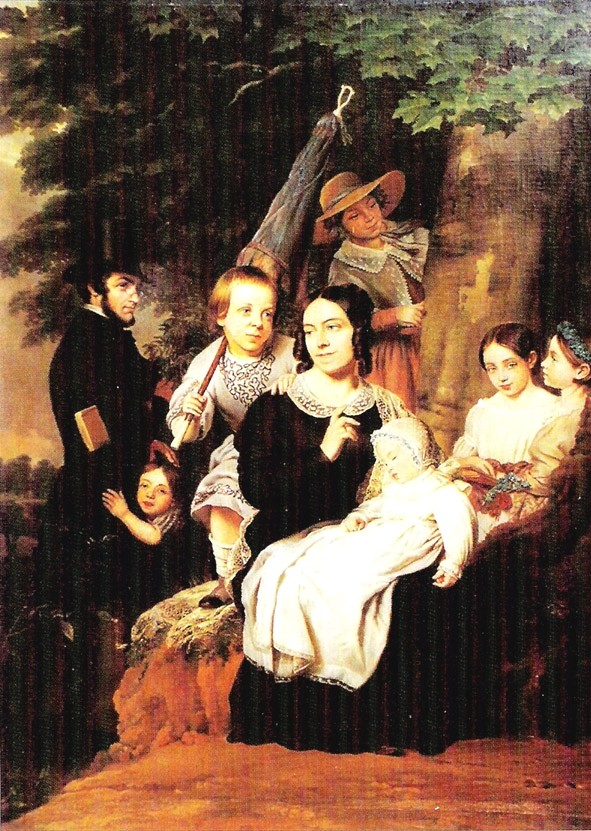
Анж Франсуа (1800-1867). Семья Эже около 1846 года.

1842 году сёстры Бронте решили усовершенствовать своё знание иностранных языков, для чего они приехали в Брюссель в школу месье и мадам Эже. В обмен на жилье и обучение Шарлотта преподавала английский, а Эмили — музыку. Пребывание сестёр в Брюсселе было прервано всего через шесть месяцев неожиданной смертью тётки Элизабет Бранвелл (англ. Elizabeth Branwell), ведшей хозяйство Бронте после смерти матери сестёр.
Шарлотте удалось вернуться в Брюссель в январе 1843 года, однако она была глубоко несчастна. Она чувствовала себя одинокой, тосковала по дому и очень привязалась к Константину Эже. Шарлотта Бронте вернулась в Хоэрт в январе 1844 года. Её опыт учительствования в пансионе Эже послужил основой для «Учителя» и «Городка». Маргарет Смит, редактор издания переписки Шарлотты Бронте, считает, что черты мадам Эже были приданы Зораиде Рейтер в «Учителе» и Модесте Марии Бек в «Городке», а черты самого Эже — Полю Эманюэлю в «Городке» и, очевидно, - мистеру Рочестеру в романе "Джейн Эйр". Демоническая внешность Эже и то, что она сильно привязалась к нему, а главное - то, что её глубокие чувства к нему стали известны только после её смерти, что говорит о том, что Шарлотта бережно их хранила, не позволяет в этом усомниться..
Шарлотта Бронте написала Эже несколько писем. Эже попытался в какой-то момент уничтожить эту переписку, однако она была спасена и восстановлена его женой. Впервые Эже показал их в 1856 году Элизабет Гаскелл, работавшей тогда над «Жизнью Шарлотты Бронте». Гаскелл, однако, скрыла истинный смысл этих писем, и чувства Шарлотты Бронте к Константину Эже стали известны только в 1913 году, когда сын Эже Поль передал их Британскому музею и они были опубликованы в «Таймс».
Очевидно, именно Эже стал прототипом мистера Рочестера в романе "Джейн Эйр". Демоническая внешность Эже и то, что Шарлотта сильно привязалась к нему, а главное - то, что её глубокие чувства к нему стали известны только после её смерти, то есть, что Шарлотта бережно их хранила, не позволяет в этом усомниться.

## Последние годы

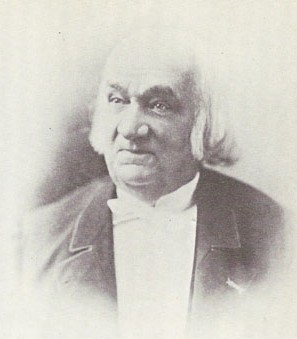
Константин Эже в конце жизни

В 1853 году Эже стал директором атенея, однако через два года подал в отставку из-за несогласия с педагогическим подходом инспекторов школ. Эже продолжил преподавание до 1882 года. Он скончался в 1896 году и похоронен вместе с супругой и их дочерью Мари (ум. 1886 год) в Ватермаль-Буафор (сегодня — одна из девятнадцати коммун Брюссельского столичного региона).